# Allium polyanthum
Allium polyanthum är en amaryllisväxtart som beskrevs av Schult. och Julius Hermann Schultes. Allium polyanthum ingår i släktet lökar, och familjen amaryllisväxter. Inga underarter finns listade i Catalogue of Life.

## Bildgalleri

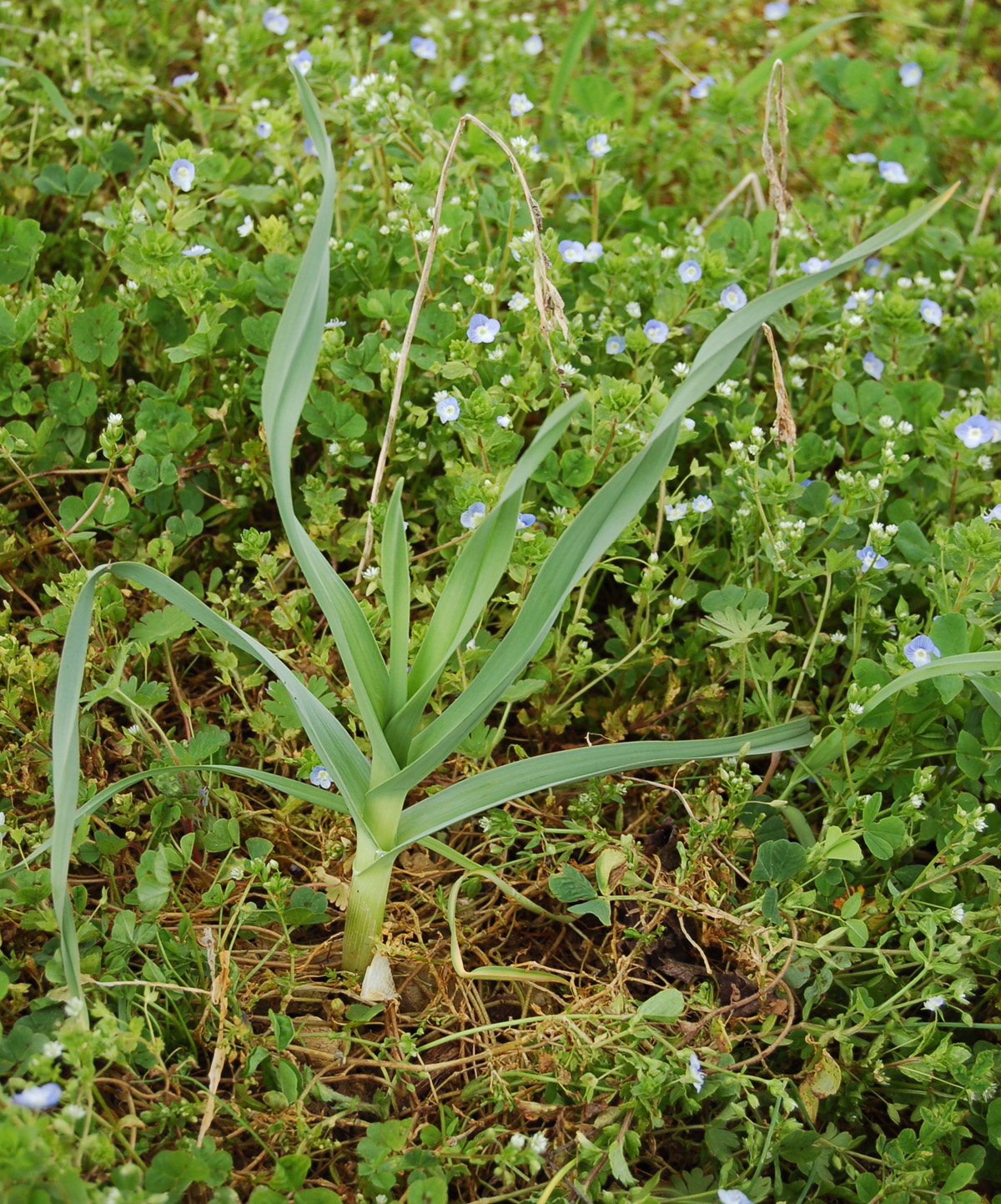
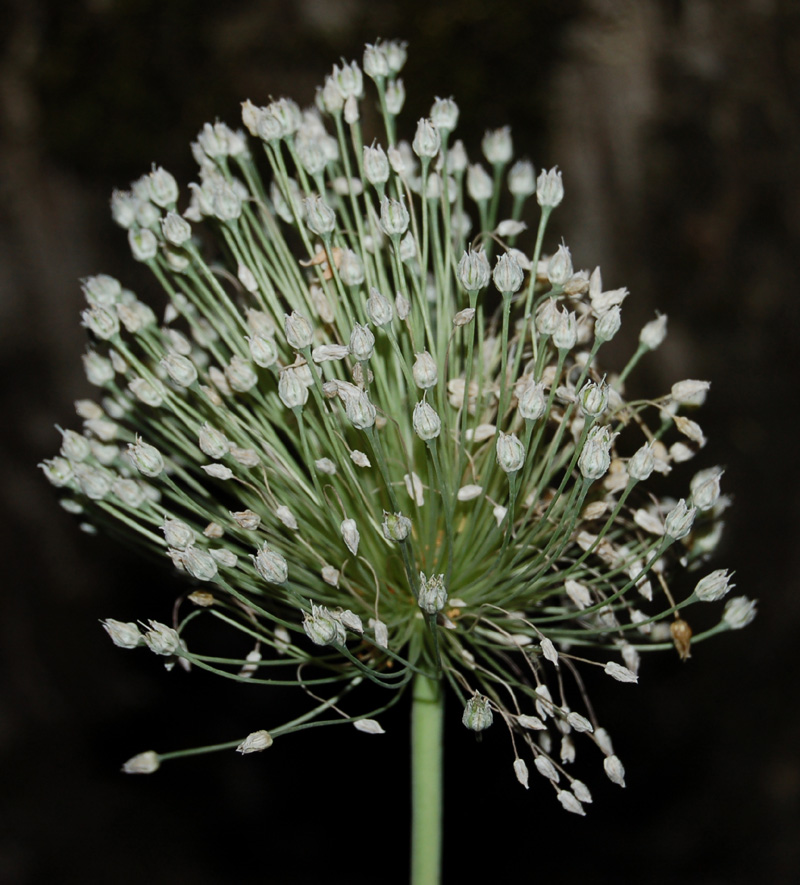
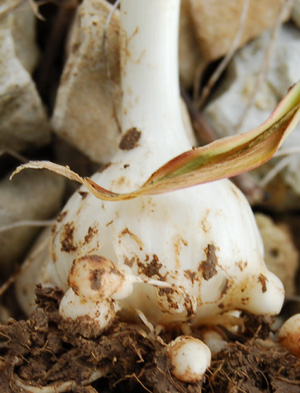
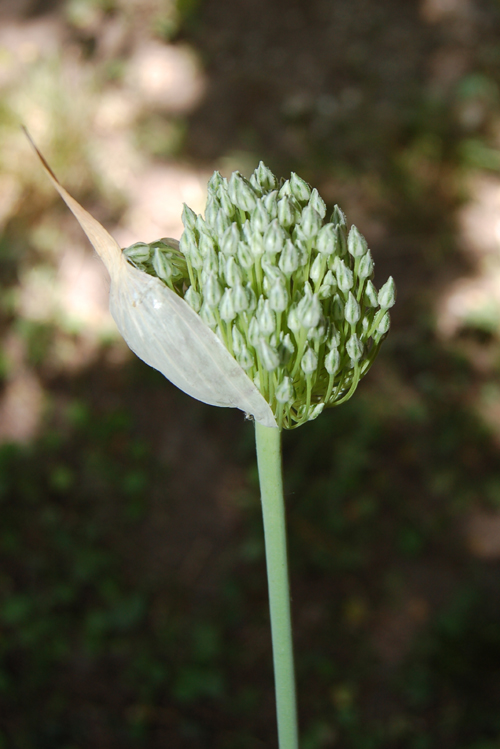
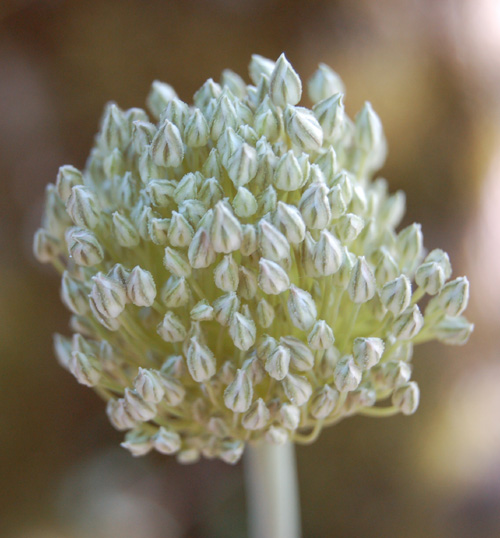
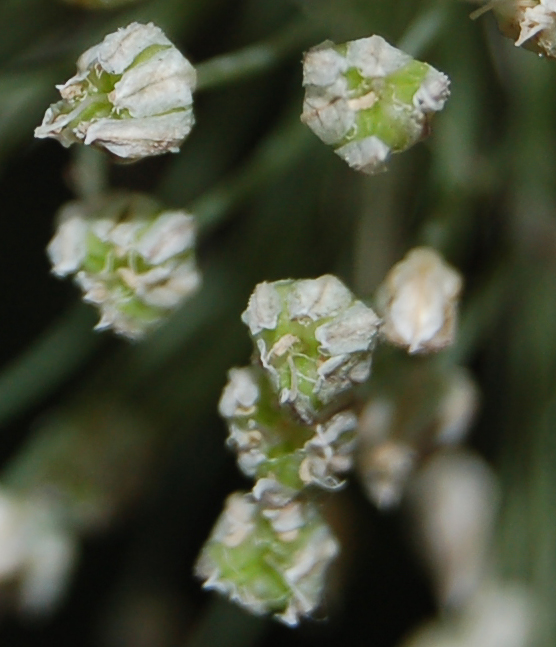